# Букет фиалок
«Букет фиалок» — советский фильм 1983 года режиссёров Веры Строевой и Олега Бондарева.

## Сюжет
Великая Отечественная война. Инженер авиаполка капитан Татьяна Берестова знакомится с лётчиком-истребителем Ардатовым. Его жена погибла и теперь он должен думать о том, как одному воспитать своих двоих детей. Однако он не доживёт до Победы. После войны Берестова едет на Урал, чтобы разыскать детей любимого, усыновить, и постараться стать для них самым близким человеком…

## В ролях
В главных ролях:
- Людмила Ярошенко — Татьяна Берестова
- Юрий Соколов — Сергей Ардатов /Алексей Ардатов
- Николай Мерзликин — Егоров
- Валерий Фролов — Терновой

В остальных ролях:
- Павел Махотин — Луговой
- Владимир Яканин — Селищев, майор
- Ирина Щукина — Лосева
- Алексей Горобченко — немецкий летчик
- М. Подоплелов — Соколов
- О. Ирбе — Орловский
- Роман Хомятов — Боровский
- Юрий Веялис — Васильев
- Владимир Климентьев — Нечипайло
- Анатолий Шаляпин — Истомин
- Анатолий Скорякин — Петухов
- Олег Гречихо — Крымов
- Ваня Трошин — Алёша Ардатов, в детстве
- Катя Бондарева — Марина Ардатова, в детстве
- Аня Парфененко — Катя, в детстве
- Марина Бояринова — Катя
- Валентина Березуцкая — соседка Ардатовых
- Елена Вольская — воспитатель в детском доме
- Инна Фёдорова — Агриппинушка, вдова
- Александра Харитонова — Александра, вдова
- Александра Данилова — вдова
- Светлана Коновалова — вдова
- Валерий Малышев — майор
- Юрий Гусев — советский офицер
- Виктор Маркин — иностранный репортер

## Реальная основа
В основе фильма — воспоминания сосценаристов фильма ветеранов 212-го авиаполка единственной женщиной — авиаинженера на фронте Тамары Кожевниковой и лётчицы Марины Попович, эта не первая их киноработа — до этого фильма они также вместе были сосценаристами фильма «Небо со мной»:

Тамара Кожевникова и Марина Попович оказались очень творческими личностями, в канун 40-летия Победы состоялась премьера другого их фильма «Букет фиалок». Все зрители огромного кинотеатра «Космос» встали, когда один из режиссеров фильма Строева торжественно и трогательно приветствовала приглашенных на сцену ветеранов 212 авиационного полка, товарищей по оружию Тамары Кожевниковой.

## Съёмки
Съёмки фильма велись на базе Центрального музея ВВС.